# 吉田太一 (実業家)
吉田 太一（よしだ たいち、1964年7月18日 - ）は、日本の実業家。日本初の遺品整理専門会社、有限会社キーパーズ設立。同社代表取締役。
大阪府出身。大阪市立桜宮高等学校卒業。28歳で引越し運送業を始め、日本初の「ひっこしやさんのリサイクルショップ」を開業。1999年、吉田物流株式会社を設立。
やがて、独居老人の増加に伴い身内の遺品の整理で困っている人が多いことに着目し、2002年、「天国へのお引越し」をキャッチフレーズとした日本初の遺品整理専門会社「キーパーズ」を設立。東京、名古屋、富山、大阪、福岡、北海道、北九州、そして韓国に支店を構え、年間1500件に及ぶ遺品整理サービスを提供している。
その他、「形見分けの全国配送」「葬儀社紹介」「清掃・消毒」「リサイクル品の売買」「不動産売却・解体」「リフォーム相談」「車やバイクの廃車手続き」など、依頼主のさまざまな要望に応える。本業以外に、孤立死を防ぐためのDVD制作や、講演活動などを積極的に行っている。

## 主な著書
- 遺品整理屋は見た！！天国へのお引越しのお手伝い（扶桑社、幻冬舎文庫） 2008
- おひとりさまでもだいじょうぶ。（ポプラ社） 2008
- 遺品整理屋は聞いた! 遺品が語る真実！（青春出版社）2008
- 遺品整理屋は見た!（扶桑社文庫）2010
- 孤立死　あなたは大丈夫ですか？（扶桑社）2010
- 私の遺品お願いします。（幻冬舎）2011
- いつか“遺族”になる時のために: 知っておきたい遺言・相続・葬儀などのこと（長崎出版）2013
- 「遺品整理」で困らないために知っておきたいこと―故人の生きざまをキレイに片づけ“最後のお別れ”（PHP研究所）2014
- 親の家を片づけるなら「プロ整理業者」に任せなさい（主婦の友社）2014
- 遺族1万人の後悔から学ぶ　葬儀・相続・遺言の万全ガイド（双葉社）2015
- あなたの不動産が「負動産」になる 相続・購入する前に今すぐやるべきこと（ポプラ社）2015

## 関連
映画「アントキノイノチ」においてキーパーズが制作協力。映画に登場する遺品整理業者のモデルとなった。